# FN CAL突擊步槍
FN CAL（Carabine Automatique Légère）是比利時Fabrique Nationale設計及生產的突擊步槍，亦是FN的首種5.56毫米小口徑步槍。

## 設計及相關
FN在推出CAL前，早已推出迷你FAL試驗型，但由於這步槍價格昂貴，兼當年HK G3系列已支配市場，所以沒有太多國家采用。CAL採用轉動式槍機設計，裝有單發、三點發及全自動扳機，可算是FAL的小口徑版本，但機匣內部與比FAL更加精密。FN在開發CAL時獲得一些實用技術，這些技術其後應用在著名的FN FNC上。
美國民用市場亦曾輸入20把半自動版本的CAL。

## 使用國
- 比利时
- 加彭
- 黎巴嫩
- 墨西哥
- 摩洛哥